# Bois Protat

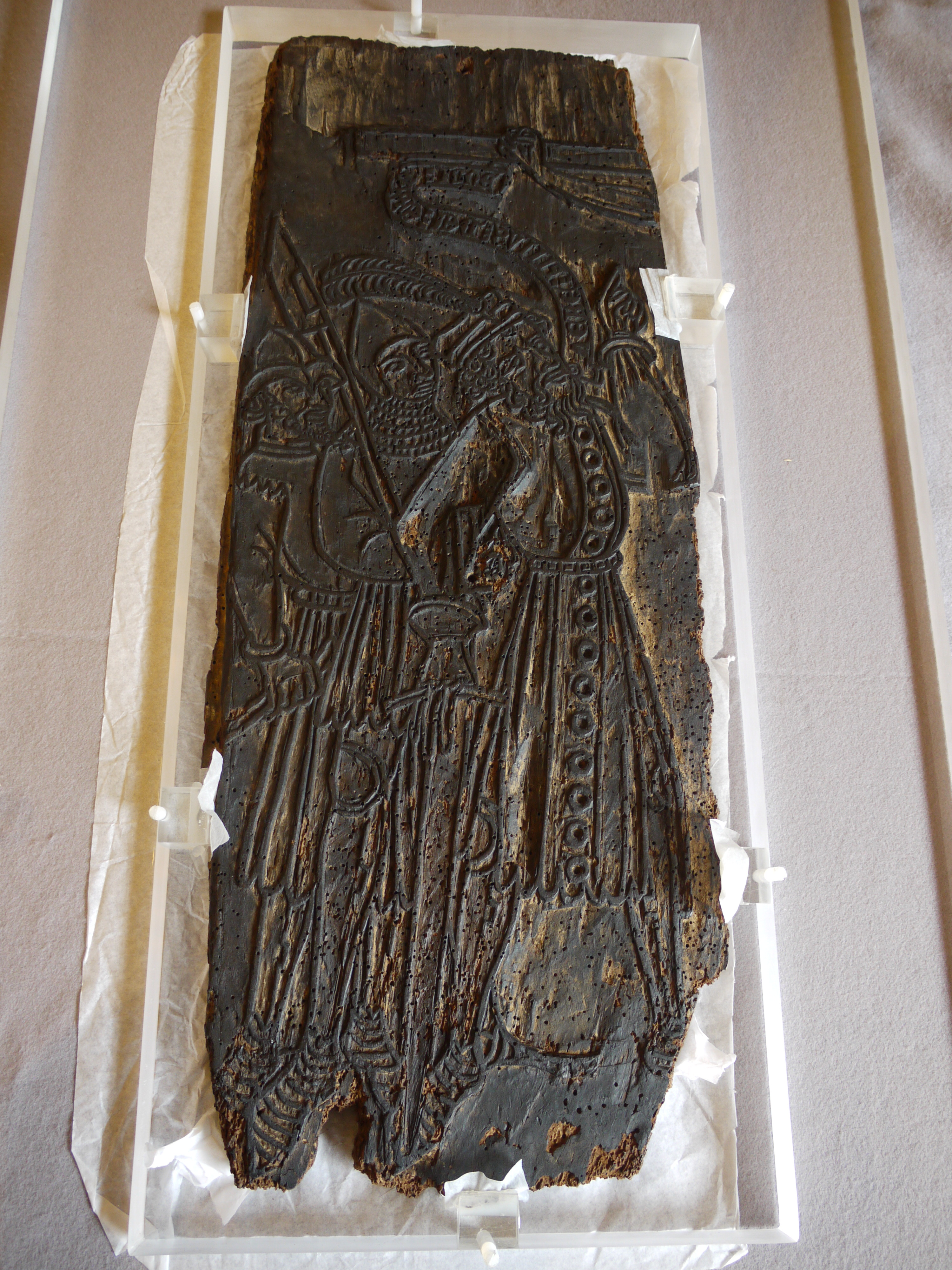
Bois Protat : face de la Crucifixion.

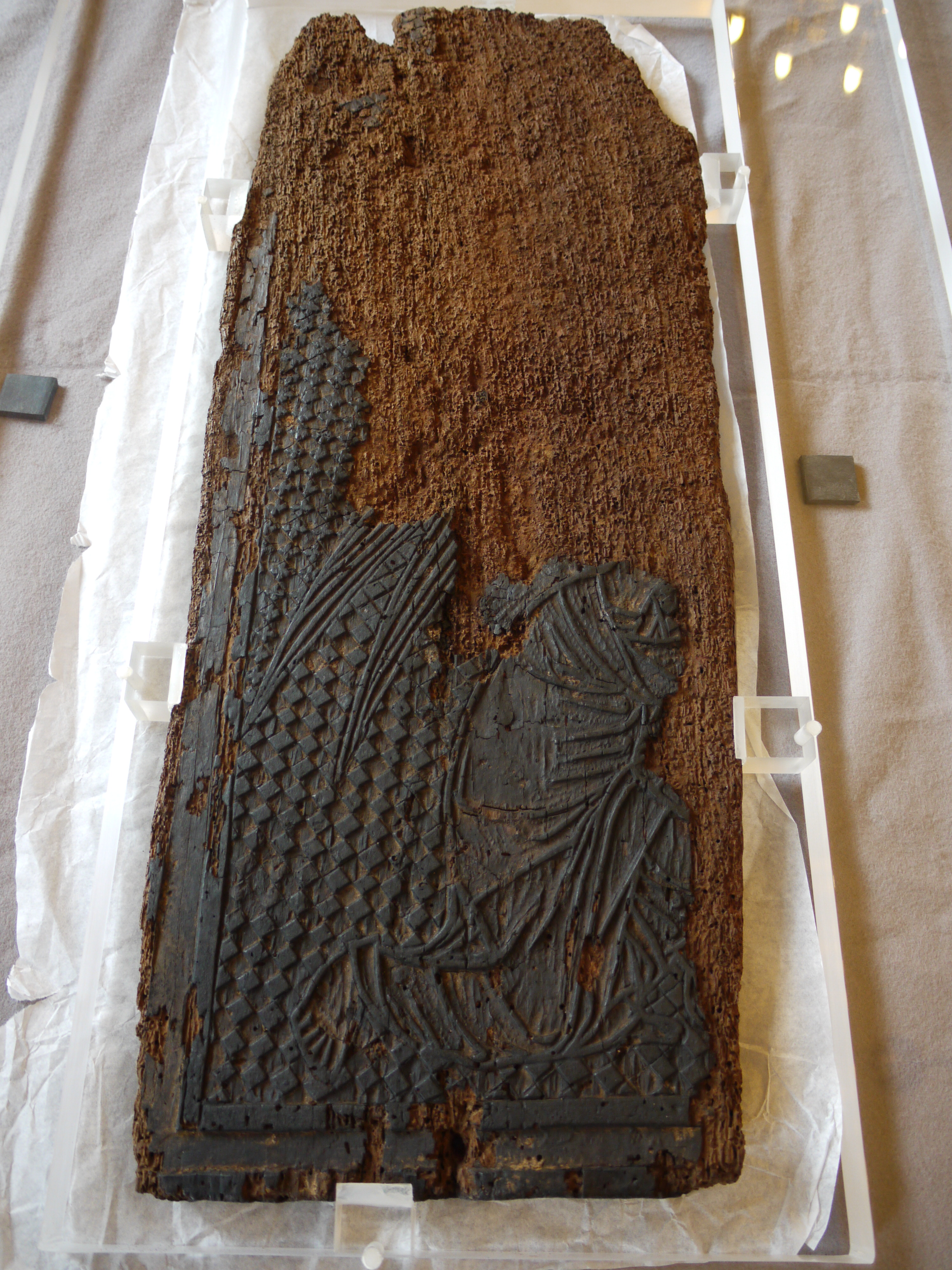
Autre face, avec l'ange de l'Annonciation.

Le bois Protat est le nom donné à un fragment de bois, gravé sur ses deux faces, qui est considéré comme le plus ancien bois gravé du monde occidental, certainement du début du XVe siècle. Son nom vient de l'imprimeur mâconnais, Jules Protat, qui en fit l'acquisition au XIXe siècle, après sa découverte à la fin de 1899 près de l'abbaye de La Ferté (Saône-et-Loire). Il est conservé depuis 2001 au département des estampes et de la photographie de la Bibliothèque nationale de France.

## Histoire
La planche a été retrouvée à Laives, dans une maison située non loin de l'abbaye de La Ferté, détruite sous la Révolution française. Elle consiste en un fragment d'une plaque xylographe en noyer qui échappa de peu à l'incinération après avoir été exhumée d'un dallage ancien.
Découvert et acheté par Jules Protat (1852-1906), imprimeur et collectionneur, le désormais nommé bois Protat fut confié à Henri Bouchot, conservateur du cabinet des estampes à la Bibliothèque nationale, qui l'estima aux environs de 1370. Une galvanoplastie (procédé photo-mécanique) fut réalisée sur les deux faces de la matrice. Le bois Protat resta dans la famille, puis fut offert en dation en 2001 au département des estampes de la Bibliothèque nationale de France, où il se trouve aujourd'hui.
Il est conservé depuis 2007 dans une boîte climatique destinée à en assurer la meilleure préservation et est montré au grand public pour la première fois en 2013 pour l'exposition Les Origines de l’estampe en Europe du Nord (musée du Louvre).

## Description

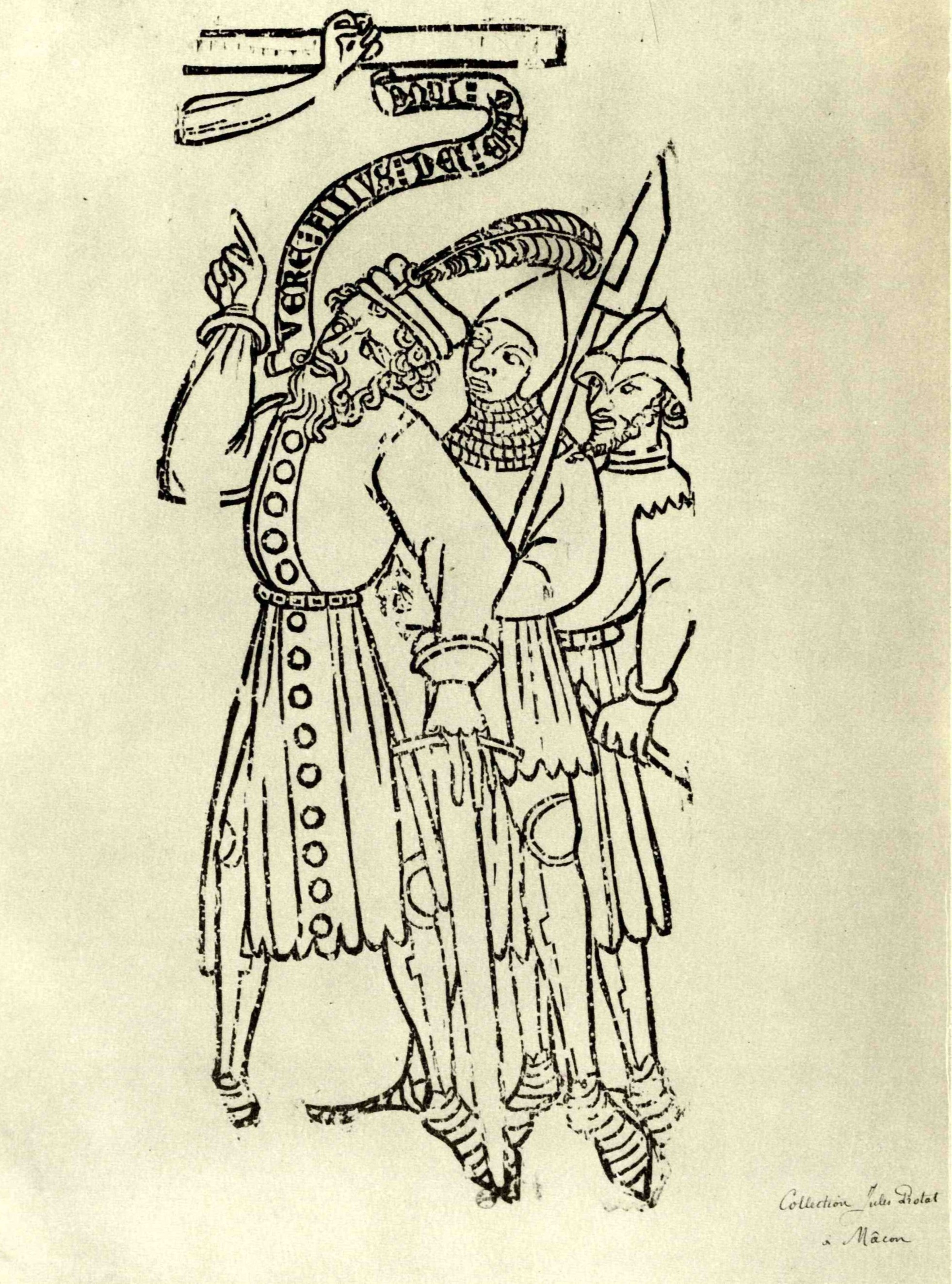
Épreuve obtenue après encrage et tirage de la face dite « de la Crucifixion ».

Il s'agit d'un morceau de bois de noyer d'environ 60 × 20 cm, qui comporte sur une face un fragment d'une crucifixion. On voit une partie de la croix avec le bras gauche du Christ, et le centurion Longin qui, selon la Bible, aurait compris à l'instant crucial que le crucifié était bien le fils de Dieu : un phylactère partant de sa bouche comporte un texte en latin, Vere filius Dei erat iste (« Celui-ci était vraiment le fils de Dieu »). Derrière lui se trouvent deux soldats.
Sur l'autre face figure en partie un ange, probablement celui d'une Annonciation. Son style semble indiquer que ce côté a été gravé postérieurement, vers les années 1450.
Henri Bouchot le datait des années 1370-1380,.
Il considérait en outre que, par ses dimensions et le fait qu'il ne s'agisse que d'un fragment (selon lui un tiers ou un quart, en réalité, l'analyse du bois et de son iconographie tend à démontrer que le fragment qui nous est parvenu correspond à la moitié de sa totalité), l'ensemble de la scène représentait une surface largement supérieure aux formats de papier qu'on pouvait fabriquer à l'époque. Il pensait donc que ce bois avait servi à imprimer un tissu de soie servant de bannière ou de parement d'autel. La xylographie était d'abord un procédé d'impression sur tissus avant de servir à l'impression sur papier, qui se développera massivement avec l'invention de la presse typographique.
Depuis, la recherche sur les formats des papiers de l'époque a permis d'identifier de très grandes feuilles, correspondant au format de la totalité du bois Protat, ce qui contredit en grande partie l'idée de Bouchot que cette planche n'aurait pu servir qu'à l'impression de tissus. De même, l'idée que son lieu d'invention détermine son lieu d’exécution doit être largement remis en cause. Aucune xylographie de cette époque n'a pu être mise en rapport avec certitude avec la région de la Bourgogne, l'essentiel de la production des années 1400-1440 étant localisée en Allemagne du Sud. L'analyse iconographique des différentes composantes de la Crucifixion oriente aussi bien vers la France que l'Allemagne, ce qui n'a rien d'étonnant, tant le style de cette époque était transterritorial.
Les rapprochements de Bouchot, dans son livre sur le bois Protat et dans son ouvrage sur les Deux cents incunables conservés à la BnF sont très partiaux et étaient motivés par une volonté nationaliste de prouver que la naissance de l'estampe se fit en France, et non en Allemagne.